# 真・三國無双2
『真・三國無双2』（しん・さんごくむそうツー）は、 2001年9月20日にコーエー（現・コーエーテクモゲームス）から発売されたアクションゲーム。「真・三國無双シリーズ」の第2作。海外でのタイトルは『Dynasty Warriors 3』。
キャッチコピーは「一騎当千の極み、今秋披露!」。
PlayStation 2版の発売後、2002年8月29日にはシリーズ初のアペンドディスク『真・三國無双2 猛将伝』が発売。2002年9月26日には、通常版と『猛将伝』の内容を合わせたXbox版が発売された。PlayStation 2用ソフトとして通常版と『猛将伝』が1つのパッケージに入ったセットが、2002年8月29日に『真・三國無双2 プレミアムパック』、2003年2月6日に『真・三國無双2 & 真・三國無双2 猛将伝 コーエーメガパック』が発売された。 

## 概要
武将、ステージが大幅に増え、41人になった。武将ごとのステージ構成の無双モード。装備アイテム、武器の強さを導入、攻撃アクションの追加。新勢力「南蛮」の登場、2人同時プレイ可。2002年1月、出荷本数日米合計100万本を記録。ステージ上のBGMは前作とほぼ同じである。前作では掛け声とムービーでしか、ボイスがつかなかったが、今作からはフルボイス仕様となった。

## ゲームモード
- 無双モード

武将それぞれのストーリーを体験するモード。劉備、曹操、孫堅は制限時間が90分のステージ7つと制限時間が30分のステージ3つで、彼ら以外ではそれぞれ5つと2つで構成される。
特定ステージでは味方武将が倒された際に戦死イベントが発生する場合があるが、その武将を生存させてクリアすることで以降のステージにその武将が追加登場したり、既存の武将と変更される（例：一部ステージに龐統や典韋、孫権→孫策あるいは孫堅）事がある。
戦死イベントを持つ武将を操作してゲームクリアした場合、以降のゲームではイベントのある戦場での結果に関わらず強制的に登場し続ける。
- フリーモード

自由にステージとプレイアブル武将を選びプレイするモード。
- チャレンジモード

斬合（きりあい）: 体力が尽きるまで何人倒せるか競う。
神速（しんそく）: 100人撃破するまでの時間を競う。

## シナリオ
- 黄巾の乱
- 虎牢関の戦い
- 劉表奇襲戦
- 呉郡攻略戦
- 宛城の戦い
- 官渡の戦い
- 関羽千里行
- 長坂の戦い
- 赤壁の戦い
- 潼関の戦い
- 成都制圧戦
- 合肥の戦い
- 定軍山の戦い
- 樊城の戦い
- 夷陵の戦い
- 南蛮夷平定戦
- 街亭の戦い
- 石亭謀略戦
- 合肥新城包囲戦
- 五丈原の戦い
- 集落救出戦
- 山賊討伐戦
- 海賊撃退戦

## ゲームシステム

### 武器
武器はステージ内の箱に入っており、全部で4段階用意されている。これはほとんどの場合各ステージの特定の敵将を倒した際などに得られる。
難易度などによって1～3段階目のどの武器が出るかがある程度決められ、さらにその中でもランダムでアイテム効果などの性能が変動する。ゲーム難易度とステージ難易度が高いほど高性能の武器を入手しやすい。
4段階目の武器は高い性能を誇る『ユニーク武器』であり、武将ごとに性能、及び獲得条件が決まっている隠しアイテムとなっている。これは難易度「難しい」でステージごとに用意された特定条件を満たさないと入手出来ない。

#### 属性
一部のユニーク武器はチャージ攻撃に特殊な効果が付与される。
- 炎: 攻撃を当てると敵は燃え上がり、再度行動可能になるか地面に着くまでの間、ダメージを受け続ける。真・無双乱舞の追加効果と同じ。
- 雷: 攻撃を当てると敵は電気を帯び、地面に着くと電撃波が発生して周囲の敵にもダメージを与える。
- 斬: 攻撃を当てると一般兵は即死、武将には残り体力の25%分の追加ダメージが必ず入る。

### 成長システム
武勲を入手して各ステージをクリアすれば武将のレベル（階級）が上昇し、騎乗出来る馬、象のランクが上がる。
ただし、武将の能力については前作に引き続き、主に各ステージの敵将や拠点兵長などを撃破した際に出現する剣アイテム・盾アイテムや、特定箇所に隠されたアイテムの取得によって行われる。
この成長システムはこれ以降の作品にも共通する（騎乗ランクは廃止、階級アップによって武将の能力も上昇するなどの変更は行われた。）。

## 主題歌
一青窈『生路〜CIRCUIT〜』

## 開発
前作『真・三國無双』に対する営業や小売店からの評判がよく、続編も期待されていたため、本作の開発に至った。また、開発チームであるオメガフォースにとってはやり残したことが多かったため、ユーザから寄せられた要望が多く取り入れられた。その中で最も多かったのが「2人協力プレイの実装」だが、描写数が増えるため、本作開発時に掲げられていた敵兵の増加と両立できるかは不安だったものの、最終的には、ステージの見える範囲を狭くしたり、敵兵の表示数を減らすといった調整を施す形で実現した。

## 反響
『真・三國無双』シリーズのプロデューサーの鈴木亮浩は、2020年の電撃オンラインとのインタビューの中で、2人協力プレイがロングセールを後押ししたと感じたと話しており、1年以上かけて100万本を突破したという。

## 真・三國無双2 猛将伝
『真・三國無双2 猛将伝』（しん・さんごくむそうツー もうしょうでん）は、2002年8月29日にコーエーから発売されたアクションゲーム。
キャッチコピーは「豪傑たちよ、再び集え。いまだ見ぬ無双の極みへ。」。
PlayStation 2版『真・三國無双2』のアペンドディスクであり、その他勢力の武将の無双モード、護衛兵のエディット機能、新難易度（初心者・最強）の追加、難易度「最強」で武将ごとに特定の条件を満たすことで、第5武器の入手が可能になる。ただし、第5武器の性能及び使い勝手は、武将ごとに個人差があるため、必ずしも第4武器の上位互換というわけではない。

### オリジナルシナリオ
『真・三國無双2』ディスクを読み込ませることで、猛将伝のデータを使って無双モード、フリーモード、旧チャレンジモードでも遊ぶ事が出来る。
2つのモードを使えるようにするためには、ゲームを毎回起動するたびにディスクを読み取らせる必要がある。

### 新登場シナリオ
- 貂蝉千里行（関羽千里行を流用）
- 汝南の戦い（黄巾の乱を流用）
- 南蛮の戦い（南蛮夷平定戦を流用）
- 呉水軍撃退戦（海賊撃退戦を流用）

### 新しいチャレンジモード
速駆（はやがけ）: 制限時間内にゴールに付くまでの時間を競う。
流星（りゅうせい）: 台の上から何人敵を落とせるかを競う。
連撃（れんげき）: 敵に当てたコンボの最大数を競う。
統一（とういつ）: 前述の三つを総合した種目。

### 新しい属性
- 風: 攻撃を当てると敵が本来よりも高く打ち上がる。
- 星: 武器ごとに決まった特殊アイテムの効果を受けられる。唯一、チャージ攻撃には関係しない属性。

### 新コスチューム
全てのPC武将に通常のコスチュームとは色違いの2Pカラーコスチュームが追加された。また、呂布と孫尚香のみ第3のコスチュームとして『三國志戦記』シリーズのモデルが追加され、特定の条件を満たすことによって使用可能となる。

### 開発（猛将伝）
前作『2』に対し、ユーザからオメガフォースに対して「呂布や貂蝉などのストーリーがないのはなぜ？」といった疑問や要望が多数寄せられた。
本来であれば、次回のナンバリングタイトルで対応すべきところであるが、この時点ですでに次回作『真・三國無双3』の開発が始まっており、このまま入れようとすると期間が延びてしまうため、『3』の前にユーザの意見を反映しよう話になり、アペンドディスク『真・三國無双2 猛将伝』が誕生した。アペンドディスク形式にした理由について、鈴木は「アペンドディスクのアイデアは、『2』を買ってくれたユーザーに再度フルプライスを出してもらうよりは、安価で追加部分だけをプレイしてもらいたいという発想が発端だったと思います。」と2020年のインタビューの中で話している。